# 湘红蛭
湘红蛭（学名：Dina xiangjiangensis）为石蛭科红蛭属的动物。在中国大陆，分布于湖南、云南等地，一般栖息于波浪冲击的江边石块下。该物种的模式产地在湖南。